# Hennadij Udowenko

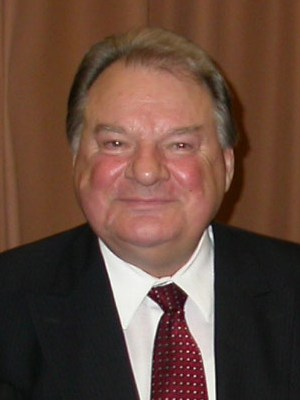
Hennadij Udowenko

Hennadij Jossypowytsch Udowenko (ukrainisch Геннадій Йосипович Удовенко, wiss. Transliteration Hennadij Josypovyč Udovenko, international verbreitet ist die englische Transkription Hennadiy Udovenko; * 22. Juni 1931 in Kriwoi Rog, Ukrainische SSR; † 12. Februar 2013 in Kiew, Ukraine) war ein ukrainischer Politiker und Diplomat.
Udovenko war von 1994 bis 1998 Außenminister der Ukraine und 1997/98 Präsident der Generalversammlung der Vereinten Nationen.

## Leben
Hennadij Udovenko studierte bis 1954 an der Fakultät für Internationale Beziehungen der Universität Kiew, wurde auf Grund außerordentlich guter Leistungen aber schon 1952 zum Sekretär des Ministers für Baustoffindustrie der USSR ernannt.
1959 begann seine Karriere im Außenministerium der Ukraine, die in internationalen Organisationen, ähnlich wie Belarus, obwohl Teil der UdSSR, seit 1945 eigenen Mitgliedschaften besaß. 1965 bis 1971 und 1977 bis 1980 arbeitete er bei den Vereinten Nationen in Genf und New York. Von 1980 bis 1985 war Udowenko stellvertretender Außenminister der Ukraine, danach ständiger Vertreter seiner Heimat bei den Vereinten Nationen, 1985 saß er für einen Monat dem Weltsicherheitsrat als Vertreter der Ukraine vor. 1991 war er Vizepräsident der 46. UN-Generalversammlung. 1992 bis 1994 repräsentierte Udowenko die Ukraine als Botschafter in Polen.
Udowenko war ein bekannter Vertreter der Ruch-Partei, in der Endphase der UdSSR die Vereinigung der Dissidenten und Verfechter der Unabhängigkeit der Ukraine, er leitete nach der Spaltung des Ruchs, nach dem mysteriösen Tod ihres Vorsitzenden Wjatscheslaw Tschornowil 1999, den Teil der Partei, der Präsident Leonid Kutschma nahestand und diesen bei der Stichwahl 1999 unterstützte. Unter Kutschma stand Udowenko bereits vom 25. August 1994 bis zum 17. April 1998 dem ukrainischen Außenministerium vor.
Gegen Ende seiner Zeit als Außenminister wählte ihn die UN-Generalversammlung am 16. September 1997 zu ihrem Präsidenten. Bis zum Ende dieser Amtszeit am 9. September 1998 leitete er die 52. reguläre, die Wiederaufnahme der 10. Notsitzung und die 20. Sondersitzung.
Seit 1998 saß er im Ukrainischen Parlament und leitete als Vorsitzender den Ausschuss für Menschenrechte und nationale Minderheiten; er gehörte zur neuen „Partei der Macht“ um Präsident Wiktor Juschtschenko.
Udowenko war verheiratet und hat eine Tochter. Er starb in Kiew und wurde dort auf dem Baikowe-Friedhof bestattet.